# بانوان جنگل بولونی
بانوان جنگل بولونی (به فرانسوی: Les Dames du Bois de Boulogne) فیلمی فرانسوی در ژانر درام و عاشقانه محصول سال ۱۹۴۵ به کارگردانی روبر برسون است. فیلم اقتباسی مدرن از قسمتی از کتاب ژاک قضا و قدری و اربابش نوشته دنیس دیدرو است و داستان مردی را روایت می‌کند که با حیله مجبور به ازدواج با زنی شده که سابقاً یک تن‌فروش بوده‌است. بانوان جنگل بولونی دومین فیلم بلند برسون بود. همچنین این فیلم، آخرین فیلم برسون بود که بازیگران آن تماماً هنرپیشه‌های حرفه‌ای بودند.

## بازیگران
- ماریا کاسارس در نقش هلن
- الینا لابوردت در نقش اَنییِس
- پل برنار در نقش ژان
- لوسین بوگار در نقش مادام د.
- ژان مارشا در نقش ژاک